# Waking up the Town

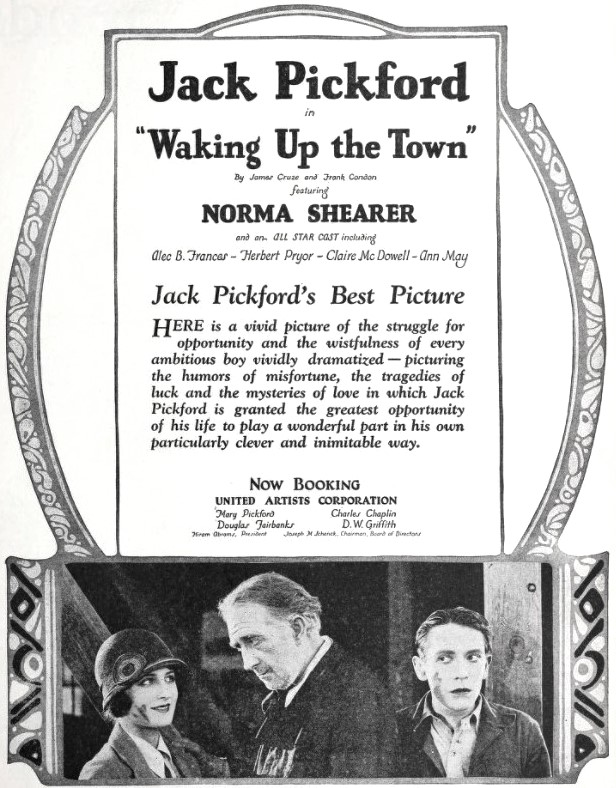
Anunci de la pel·lícula amb Norma Shearer, Alec B. Francis i Jack Pickford, aparegut a la pàgina 13 de la revista Exhibitors Herald. el 21 de març de 1925

Waking up the Town és una pel·lícula muda dirigida per James Cruze i protagonitzada per Jack Pickford i Claire McDowell. La pel·lícula es va estrenar l'11 d'abril de 1925.

## Argument
Jack Joyce, un inventor rural que desenvolupa els seus invents en el vell garatge d'Abner Hope, desenvolupa un pla per obtenir electricitat utilitzant recursos hídrics locals, però no aconsegueix que Horndyke, el banquer de la ciutat, li doni suport. Mary Ellen Hope ve a passar una temporada amb la seva àvia, i ella i Jack s'enamoren. Abner Hope, astròleg afeccionat, prediu la fi del món i dona tots els seus diners a Jack amb la instrucció expressa de gastar-los. Jack compra un cotxe i una casa cosa que impressiona a Horndyke, que li presta el capital necessari per finançar el projecte elèctric. Per culpa d'un malentès, Jack i Mary se separen i cau un llamp a la casa de Jack ferint-lo lleument. Jack s'imagina que el món s'acaba, però en despertar-se per trobar Mary al seu costat.

## Repartiment
- Jack Pickford (Jack Joyce)
- Claire McDowell (Mrs. Joyce)
- Alec B. Francis (Abner Hope)
- Norma Shearer (Mary Ellen Hope)
- Herbert Prior (Curt Horndyke)
- Ann maig (Helen Horndyke)
- George Dromgold (Joe Lakin)